# Вольтман, Людвиг
Людвиг Вольтман (нем. Ludwig Woltmann; 18.2.1871, Золинген — 30.1.1907, Генуя) — немецкий философ, социолог и публицист, оказавший влияние на нацистскую расовую политику, по образованию — врач-окулист.

## Биография
Людвиг Вольтман родился 18 февраля 1871 года за несколько дней до провозглашения в Германии Второй империи. Его отец был простым плотником, но после того, как стал владельцем мебельного магазина, начал подниматься по общественной лестнице. Окончив школу, Вольтман поступил в университет, чтобы изучать медицину.
По окончании университета он получил звания доктора медицины и доктора философии. По его мнению, великие движения цивилизации, социальные революции, культурный подъём объяснимы вмешательством лишь небольшой группы людей в общий ход событий. Очень скоро он уже наметил написание целой серии книг, в которых намеревался соединить дарвиновскую теорию биологической эволюции, социализм и немецкую философию.
В начале XX века фирма Круппа объявляет конкурс работ на тему «Чему учит нас принцип естественного отбора в области внутриполитического развития и государственного законодательства». Победа на конкурсе оценивается в 30.000 рейхсмарок. Вольтман с жадностью принимается за работу, соперничая с шестьюдесятью конкурсантами. Так появилась на свет его книга «Политическая антропология», которая стала впоследствии одной из настольных книг гитлеровцев. В книге он пишет о связи между физическими признаками и успешностью народов, заявляя, в частности, о якобы невозможности «приобщить негров и индейцев к подлинной цивилизации». На конкурсе работа Вольтмана заняла третье место, однако автор, оскорблённый тем, что судьи не разделили его взглядов, изложенных в книге, отказался от награды и начал кампанию по дискредитации конкурса, судей, а также автора, чья работа заняла первое место.
1902 год для Вольтмана ознаменовался окончательным поворотом в сторону расовой философии. С группой единомышленников он создает периодическое издание «Политико-антропологическое обозрение». Уже в 1903 году журнал имел 2000 подписчиков. Целью издания было «логическое применение естественного закона эволюции в широком смысле слова для органического, социального и интеллектуального развития народов».
В январе 1907 года Вольтман погиб в результате несчастного случая.

## Идеи
Социально-философские взгляды Вольтмана отличались крайним эклектизмом: он пытался объединить расово-антропологический детерминизм, социальный дарвинизм, кантианство и некоторые идеи исторического материализма. В политико-практическом плане Вольтман был приверженцем реформистского социализма, активно отстаивал идеи пангерманизма. Приписывая расово-антропологическим факторам главную роль в общественном развитии, Вольтман обосновывал решающее значение «тевтонского духа» в развитии европейской цивилизации, стремился доказать германское происхождение ряда видных деятелей истории и культуры Италии и Франции.
Вольтман исходил из биологической доктрины Дарвина о всеобщей борьбе за существование и распространял её на историю людей. Он был убежден в духовном превосходстве европеоидной расы над остальными. Из европеоидной же расы он отдавал всяческое предпочтение нордической её разновидности. Подобно Гобино, он считал гибельным смешение этой расы с другими, менее полноценными. Что касается неевропейских рас, то к ним Вольтман относился с полным пренебрежением, не считая их способными к культуре. Вольтман проповедует необходимость рабства колониальных народов, объявляя, что у белой расы существует «антропологически обусловленная способность к политическому господству».
Капитализм, по мнению Вольтмана, есть наилучшая из всех существующих социальных форм в смысле способствования социальному отбору, но и он ограничен и со временем будет заменен другим, более целесообразным строем.